# Milieu VRBG
 (novembre 2022).
Si vous disposez d'ouvrages ou d'articles de référence ou si vous connaissez des sites web de qualité traitant du thème abordé ici, merci de compléter l'article en donnant les références utiles à sa vérifiabilité et en les liant à la section « Notes et références ».

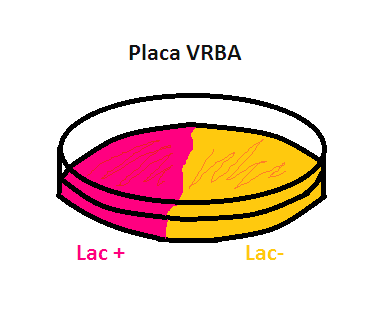
Schéma de croissance des micro-organismes coliformes (Lac+) et non-coliformes (Lac-) dans les VRBG.

Le milieu de culture VRBG (Violet Red Bile Glucose) est un milieu sélectif destiné à déterminer la présence et estimer la quantité d'Enterobacteriaceae présentes dans divers produits, notamment dans des produits alimentaires.

## Composition[2]
(grammes/litre)
Extrait de levure 3,0
Peptone 7,0
Chlorure de sodium 5,0
Sels biliaires 1,5
Glucose 10,0
Rouge neutre 0,03
Cristal violet 0,002
Agar 12,0
pH 7,4 ± 0,2

## Lecture
Les sels biliaires ainsi que le cristal violet inhibent la croissance des bactéries à Gram positif.
L'utilisation du glucose entraîne une acidification du milieu, faisant virer l'indicateur coloré (rouge neutre) pour donner des colonies roses à rouges avec ou sans précipité rouge.